# 済生会明和病院
済生会明和病院（さいせいかいめいわびょういん）は三重県多気郡明和町にある病院。

## 沿革

### 概要
第二次世界大戦中の1944年（昭和19年）に陸軍病院分院として創設。戦後、厚生省に移管され結核治療を中心とする国立療養所として運営されてきた。1986年（昭和61年）の厚生省による国立病院・療養所の再編成計画で「国の直営より他の経営主体が経営するのが適当」とされたため、移譲先の検討が進められ、1998年（平成10年）に三重県済生会へ移譲され、療養型病院としての「済生会明和病院」に転換。
2024年5月時点、三重県選挙管理委員会より、不在者投票のできる施設の一つとして指定されている。

### 年表
- 1944年（昭和19年）11月 - 亀山陸軍病院明星分院として創設[3]。
- 1945年（昭和20年）12月1日 - 厚生省に移管、国立鈴鹿病院明星分院となる[3]。
- 1947年（昭和22年）10月1日 - 国立津病院明星分院となる[3]。
- 1950年（昭和25年）4月1日 - 国立明星療養所となる[3]。
- 1976年（昭和51年）頃 - 国立療養所明星病院に改称[4]。
- 1998年（平成10年）12月1日 - 三重県済生会に経営移譲、済生会明和病院として開院[5]。
- 2000年（平成12年）4月8日 - 重症心身障害児（者）施設「なでしこ」を開設[6]。
- 2004年（平成16年）
  - 介護老人福祉施設 明和苑（デイサービス部門、給食センター含む）新築完成。
  - 明和苑デイサービス事業開始。
- 2006年（平成18年）
  - 自動車事故重度後遺症患者の短期入院施設に指定される（国土交通省）。
  - 済生会明和病院訪問リハビリテーション開始。
- 2007年（平成19年）- 回復期リハビリテーション病棟において365日リハビリテーション実施。
- 2013年（平成25年）
  - 新病院新築工事I期終了・引渡し。
  - 新病院2階リハビリテーションセンター使用開始。
  - 新病棟引越し（2階西、3階西、3階東、4階西、4階東）。
  - 回復期リハビリテーション180床 一般病棟84床 なでしこ含む 計264床。
- 2014年（平成26年）
  - 明和ねむの木特定相談支援事業所・障害児相談支援事業所 開始。
  - 新病院新築工事II期工事終了・引渡し。
  - 新病院竣工式。
- 2016年（平成28年）
  - 明和病院院長 松島聡 就任。明和病院名誉院長 奧田喜朗 就任。
  - 熊本地震における医療救護班派遣（医師1名・看護師2名・業務調整員2名）。
- 2017年（平成29年）
  - なでしこ名誉施設長 樋口和郎 就任。なでしこ施設長 山川紀子 就任。
- 2014年（平成26年）新病院新築事業が完了。

## 診療科
- 内科
- 呼吸器内科
- 神経内科
- リハビリテーション科
- 整形外科
- 小児科
- 泌尿器科
- 眼科
- 脳神経外科
- 外科
- 消化器外科学

## 交通アクセス
- 近鉄山田線 明星駅下車、徒歩で約20分。
- 明和町町民バス「明和病院」停留所下車。

※ 明星駅発の無料送迎バス有り。